# Annie Jouzier
 (mai 2012).
Si vous disposez d'ouvrages ou d'articles de référence ou si vous connaissez des sites web de qualité traitant du thème abordé ici, merci de compléter l'article en donnant les références utiles à sa vérifiabilité et en les liant à la section « Notes et références ».
Annie Jouzier est une comédienne française.

## Filmographie

### Cinéma
- 1977 : Le Maestro de Claude Vital
- 1979 : La Frisée aux lardons d'Alain Jaspard
- 1980 : Je vais craquer de François Leterrier
- 1982 : Tête à claques de Francis Perrin
- 1983 : Prends ton passe-montagne, on va à la plage de Eddy Matalon
- 1983 : En cas de guerre mondiale, je file à l'étranger de Jacques Ardouin
- 1984 : Le Joli Cœur de Francis Perrin
- 1984 : Vaudeville de Jean Marbœuf
- 1987 : Club de rencontres de Michel Lang
- 1990 : Feu sur le candidat d'Agnès Delarive
- 1992 : La Fille de l'air de Maroun Bagdadi
- 1996 : Fallait pas !... de Gérard Jugnot
- 2004 : Pédale dure de Gabriel Aghion

### Télévision
- 1973 : Au théâtre ce soir : La Reine galante d’André Castelot, mise en scène Michel Roux, réalisation Georges Folgoas, Théâtre Marigny
- 1974 : Au théâtre ce soir : Madame Sans Gêne de Victorien Sardou et Émile Moreau, mise en scène Michel Roux, réalisation Georges Folgoas, Théâtre Marigny
- 1978 :  Désiré Lafarge  épisode : 35 mm couleur pour Désiré Lafarge  de Jean Pignol
- 1979 : Histoires de voyous : Les Marloupins de Michel Berny
- 1982 : Au théâtre ce soir : Je leur laisserai un mot de Roger Saltel, mise en scène Max Fournel, réalisation Pierre Sabbagh, Théâtre Marigny
- 1984 : L'Amour en héritage (Mistral's Daughter) de Douglas Hickox / Kevin Connor, (feuilleton TV)
- 1984 : Les Enquêtes du commissaire Maigret, épisode L'Ami d'enfance de Maigret de Stéphane Bertin
- 1985 : Rancune tenace d'Emmanuel Fonlladosa
- 1988 : Les Cinq Dernières Minutes Crime blanc bleu de Louis Grospierre
- 1989 : Tendresse et Passion (série de 300 épisodes) - Emma Deligny
- 1991 : Cas de divorce (Maître Raymond)
- 1991 : Bienvenue à Bellefontaine de Gérard Louvin - Sophia
- 1996 : Le Crabe sur la banquette arrière de Jean-Pierre Vergne

## Théâtre
- 1972 : Le Faiseur de Honoré de Balzac, mise en scène Pierre Franck, Théâtre Montansier, Théâtre des Célestins, tournée
- 1973 : Madame Sans Gêne de Victorien Sardou et Emile Moreau, mise en scène Michel Roux, Théâtre de Paris
- 1974 : Boeing-Boeing de Marc Camoletti, Comédie Caumartin : Janet
- 1979 : C'est à c't'heure ci que tu rentres ? de Michel Fermaud, mise en scène Jean-Luc Moreau, Théâtre des Nouveautés
- 1980 : ... Diable d'homme ! de Robert Lamoureux, mise en scène Daniel Ceccaldi, Théâtre des Bouffes-Parisiens
- 1983 : Le Vison voyageur de Ray Cooney et John Chapman, mise en scène Jacques Sereys Théâtre de la Michodière
- 1987 : La Menteuse de Jean-Jacques Bricaire et Maurice Lasaygues, mise en scène René Clermont, Théâtre Marigny
- 1988 : À ta santé, Dorothée de Rémo Forlani, mise en scène Jacques Seiler, Théâtre de la Renaissance
- 1988 : Ma cousine de Varsovie de Georges Berr et Louis Verneuil, mise en scène Jean-Claude Islert, Théâtre de la Michodière
- 1989 : Un chapeau de paille d'Italie d'Eugène Labiche et Marc-Michel, mise en scène Jean-Paul Lucet, Théâtre des Célestins
- 1991 : Allo Maman de Yvan Varco et Georges Beller
- 1991 : Monsieur Amédée d’Alain Reynaud-Fourton, mise en scène de l'auteur, Théâtre del'Eldorado
- 1993 : Le Retour en Touraine de Françoise Dorin, mise en scène Georges Wilson, Théâtre de l'Œuvre
- 1993 : Les Malheurs d’un PDG de Jean Barbier, mise en scène Yves Pignot, Théâtre des Nouveautés
- 1995 : Le Surbook de Danielle Ryan et Jean-François Champion, Théâtre de la Michodière
- 1996 : Si je peux me permettre de Robert Lamoureux, mise en scène Francis Joffo, Théâtre des Nouveautés
- 1999 : Si je peux me permettre de Robert Lamoureux, mise en scène Francis Joffo, Théâtre Saint-Georges
- 2001 : Ma femme est folle de Jean Barbier, mise en scène Jean-Pierre Dravel et Olivier Macé,    Théâtre des Nouveautés